# Tessa Wullaert
Tessa Wullaert, née le 19 mars 1993 à Tielt en Belgique, est une footballeuse internationale belge qui joue au poste d'attaquante à l'Inter Milan.

## Biographie

### En clubs

#### Débuts en Belgique
Elle débute, en division 1, à l'âge de 15 ans avec Dames Zultse VV. En 2012, elle est transférée au RSC Anderlecht, club avec lequel elle remporte la Coupe de Belgique. Le 13 avril 2013, elle est transférée au Standard de Liège. Un peu plus d'un an plus tard, elle remporte le Championnat de Belgique ainsi que la Coupe de Belgique, la deuxième consécutive avec deux clubs différents.

#### Départ pour l'étranger
Après avoir terminé meilleure buteuse de la BeNe League, Tessa Wullaert rejoint les rangs du VfL Wolfsburg fin mai 2015.

En 2016, elle devient la deuxième joueuse belge, après Femke Maes, à disputer la finale de la Ligue des Champions.
Le 8 février 2017, elle remporte le premier Soulier d'or féminin de l'histoire et en remporte un deuxième en 2019.
Le 14 mai 2017, elle devient la première joueuse belge à remporter le Championnat d'Allemagne. Elle remporte un autre titre la saison suivante et elle gagne également trois Coupes d'Allemagne.
En 2018, elle est transférée en Angleterre, à Manchester City où elle réalise le doublé Coupe d'Angleterre-Coupe de la Ligue.

Bien que Manchester City soit à la première place du championnat 2019-2020 avant l'arrêt de la compétition dû au Covid-19, le club est finalement classé deuxième le 5 juin 2020, derrière Chelsea à la suite d'une décision de la Fédération anglaise de football. Pour la première fois depuis la saison 2011-2012, Tessa Wullaert ne gagne aucun trophée collectif.

#### Retour en Belgique
Le 26 juin 2020, Tessa Wullaert annonce qu'elle ne prolonge pas son contrat avec le club anglais. Un mois plus tard, elle est officiellement annoncée au RSC Anderlecht où elle effectue son retour après un passage lors de la saison 2012-2013,.
 Fin avril 2021, Tessa Wullaert et dix autres joueuses prolongent leur contrat à Anderlecht.

Le 15 mai 2021, elle remporte son troisième titre de championne de Belgique après une victoire contre Oud-Heverlee Leuven sur le score de 2-0.

Tessa Wullaert devient la meilleure buteuse et passeuse de la saison 2020-2021 du championnat de Belgique.

Le 27 avril 2022, la joueuse est championne de Belgique pour la deuxième fois consécutive à la suite d'une victoire à Oud-Heverlee Leuven sur le score de 0-1. Le 14 mai 2022, elle réalise le doublé championnat-coupe de Belgique après une victoire contre le Standard de Liège sur le score de 3-0. Avec 35 buts, Tessa Wullaert est la meilleure buteuse du championnat de Belgique pour la deuxième fois consécutive.

#### Aventure néerlandaise
Le 27 mai 2022, Tessa Wullaert annonce son départ pour le club néerlandais du Fortuna Sittard où elle signe jusqu'en 2024.
Le 18 janvier 2024, elle décroche un quatrième Soulier d'or féminin après ceux remportés en 2016, 2018 et 2019.
Le 22 mars 2024, la joueuse inscrit le premier septuplé de sa carrière contre le VVK/Telstar lors de la victoire du Fortuna Sittard sur le score de 0-8 en championnat des Pays-Bas. Elle devient la meilleure buteuse de la saison avec 26 buts inscrits en championnat.
Le 2 avril 2024, Tessa Wullaert annonce officiellement son départ du club néerlandais.

#### En Italie
Le 7 juin 2024, l'attaquante officialise son engagement avec l'Inter Milan jusqu'en 2026.
Le 4 février 2025, Tessa Wullaert remporte son cinquième Soulier d'or féminin.
Le 19 avril 2025, l'Inter Milan bat l'AS Roma sur le score de 3-0. L'équipe milanaise se qualifie ainsi pour la première fois de son histoire pour la Ligue des champions.

### En équipe nationale
En équipe nationale, elle est régulièrement reprise depuis la catégorie U15. Elle est sélectionnée en équipe A à partir de 2011. Tessa Wullaert dispute son premier match le 20 août 2011 contre la Russie et inscrit son premier but en équipe nationale.
Elle fait partie de la sélection des 23 joueuses reprises pour la phase finale de l'Euro 2017. Durant la compétition, elle inscrit un but contre les Pays-Bas.
Le 21 septembre 2021, Tessa Wullaert dispute son centième match en équipe nationale contre l'Albanie. Elle inscrit le sixième des sept buts belges .
Le 20 juin 2022, elle est officiellement annoncée dans la liste des 23 joueuses sélectionnées pour la phase finale de l'Euro 2022. Elle atteint les quarts de finale où la Belgique est éliminée par la Suède sur le score de 1-0.
Le 6 février 2023, la Belge est sélectionnée par Ives Serneels pour disputer la Arnold Clark Cup 2023. Il s'agit d'un tournoi de football féminin sur invitation organisé par la Fédération anglaise de football.
Le 27 février 2024, Tessa Wullaert atteint les 82 buts grâce à un triplé lors d'un match contre la Hongrie, ce qui lui permet de devenir la dixième meilleure buteuse européenne en équipe nationale.
Le 11 juin 2025, l'attaquante est reprise dans la sélection pour l'Euro 2025. Tessa Wullaert ouvre le score contre le Portugal lors de la troisième journée de la phase de groupes, alors que la Belgique est déjà éliminée de la compétition. La Belgique s'impose sur le score de 1-2.

### Activités annexes
En 2021, Tessa Wullaert lance le projet GRLPWR qui consiste à organiser des stages d'entraînement pour les jeunes filles qui désirent jouer au football.
Le 13 septembre 2023, la joueuse devient membre du Conseil de l'UEFA pour les sujets liés au football féminin dont les thèmes sont la stratégie, l'arbitrage, le calendrier des matchs, les compétitions et le bien-être des joueuses.

## Galerie de photos

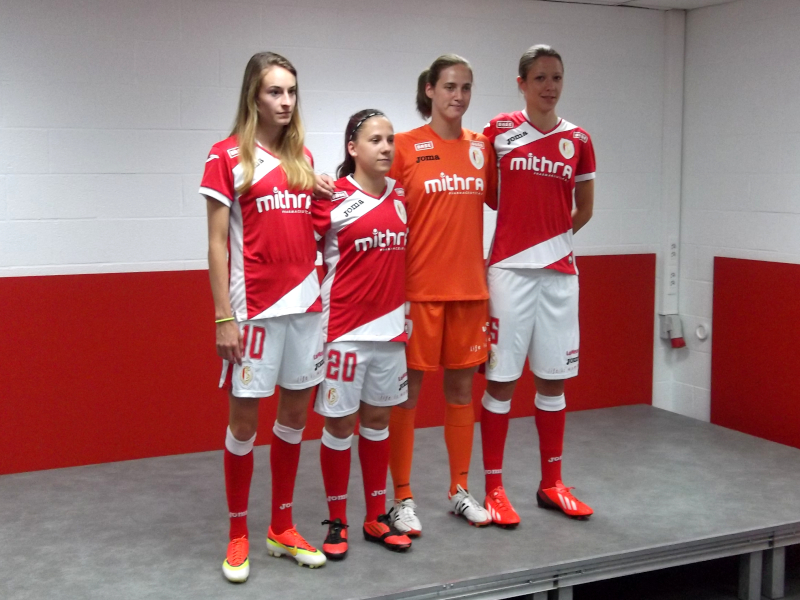
Présentation de la section féminine du Royal Standard de Liège 2013-2014, Tessa Wullaert à gauche
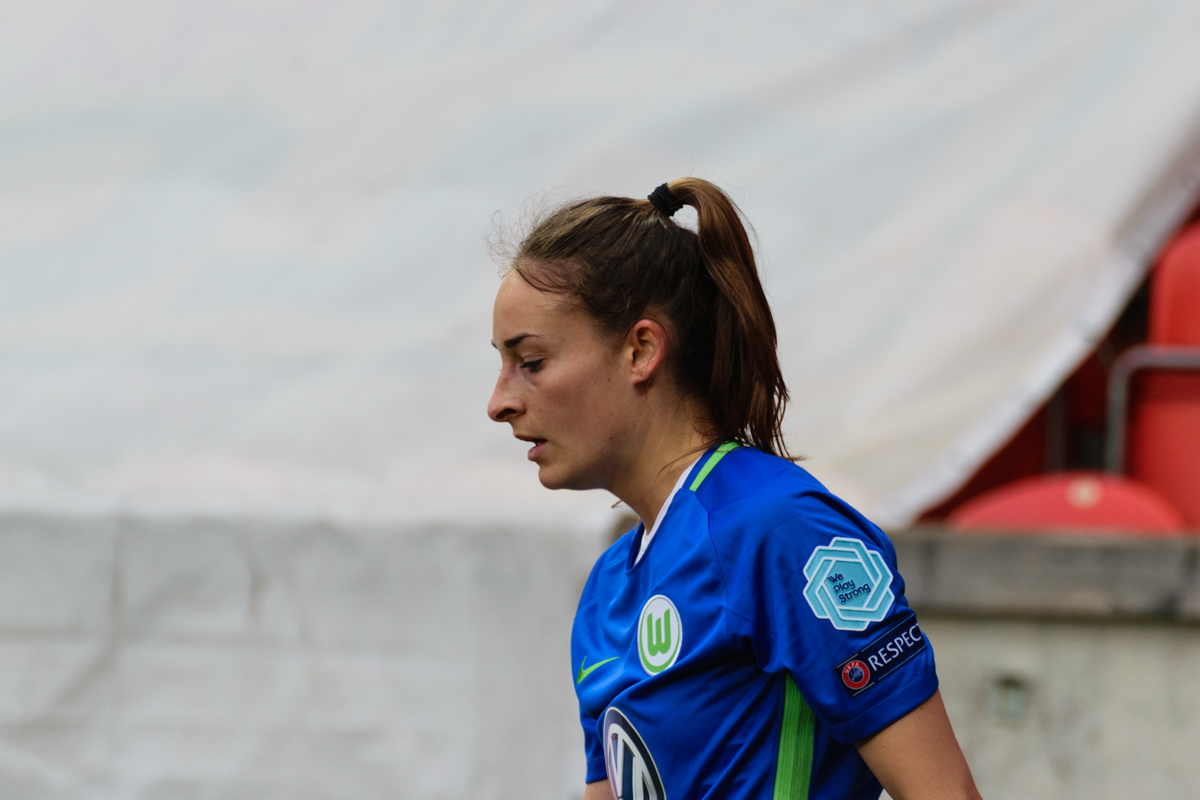
Sous le maillot de Wolfsburg
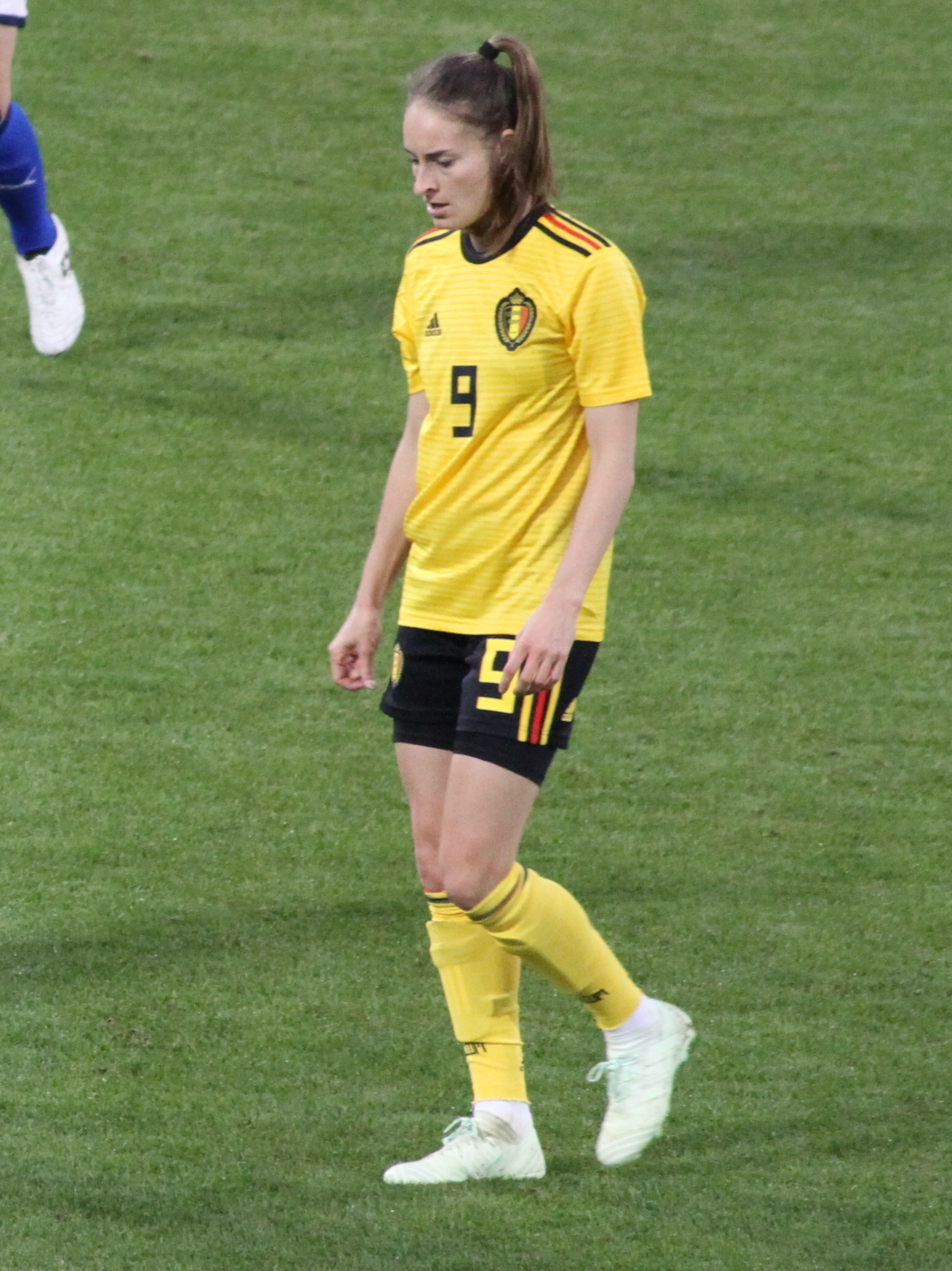
En équipe nationale

## Palmarès
- RSC Anderlecht
  - Championnat de Belgique (2) : 2021, 2022
  - Coupe de Belgique (2) : 2013, 2022

- Standard de Liège
  - Championnat de Belgique (2) : 2014, 2015
  - Championnat de Belgique et des Pays-Bas (1) : 2015
  - Coupe de Belgique (1) : 2014

- VfL Wolfsburg
  - Championnat d'Allemagne (2) : 2017, 2018
  - Coupe d'Allemagne (3) : 2016, 2017, 2018

- Manchester City
  - Coupe d'Angleterre (1) : 2019
  - Coupe de la Ligue d'Angleterre (1) : 2019

### Bilan
- 15 titres

## Distinctions
- 2013-2014 : Meilleure joueuse de la saison en BeNe Ligue
- 2014-2015 : Sparkle (soulier d'or féminin)
- 2016[32], 2018[33], 2019[34], 2023[14], 2024[19] : Soulier d'or
- 2024 : Joueuse de l'année en Eredivisie[35]

## Statistiques

### Ligue des Champions
- 2013-2014 : 2 matchs, 2 buts avec le Standard de Liège
- 2014-2015 : 3 matchs, 0 but avec le Standard de Liège
- 2015-2016 : 6 matchs, 1 but avec le VfL Wolfsbourg
- 2016-2017 : 5 matchs, 0 but avec le VfL Wolfsbourg
- 2017-2018 : 8 matchs, 4 buts, 3 assists avec le VfL Wolfsbourg
- 2018-2019 : 2 matchs, 0 but avec Manchester City
- 2019-2020 : 3 matchs, 0 but avec Manchester City
- 2020-2021 : 2 matchs, 2 buts avec le RSC Anderlecht
- 2021-2022 : 2 matchs, 1 but avec le RSC Anderlecht

Recordwoman belge du nombre de matchs: 33

### Équipe nationale belge
- Meilleure buteuse en équipe de Belgique : 94
  - Premier but : Belgique - Russie (1-0), le 20 août 2011
  - Premier doublé : Grèce - Belgique (1-7), le 26 octobre 2013
  - Premier quadruplé (et par conséquent premier triplé) : Belgique - Grèce (11-0), le 13 septembre 2014
  - Premier quintuplé : Belgique - Arménie (19-0), le 25 novembre 2021

- Meilleure donneuse de passes décisives des éliminatoires de l'Euro 2017[36] et de l'Euro 2021[37].

- Meilleure buteuse et donneuse de passes décisives (avec Beth Mead) de la phase de groupes des éliminatoires de la Coupe du monde féminine de football 2023[38],[39].